# Michael Starcke

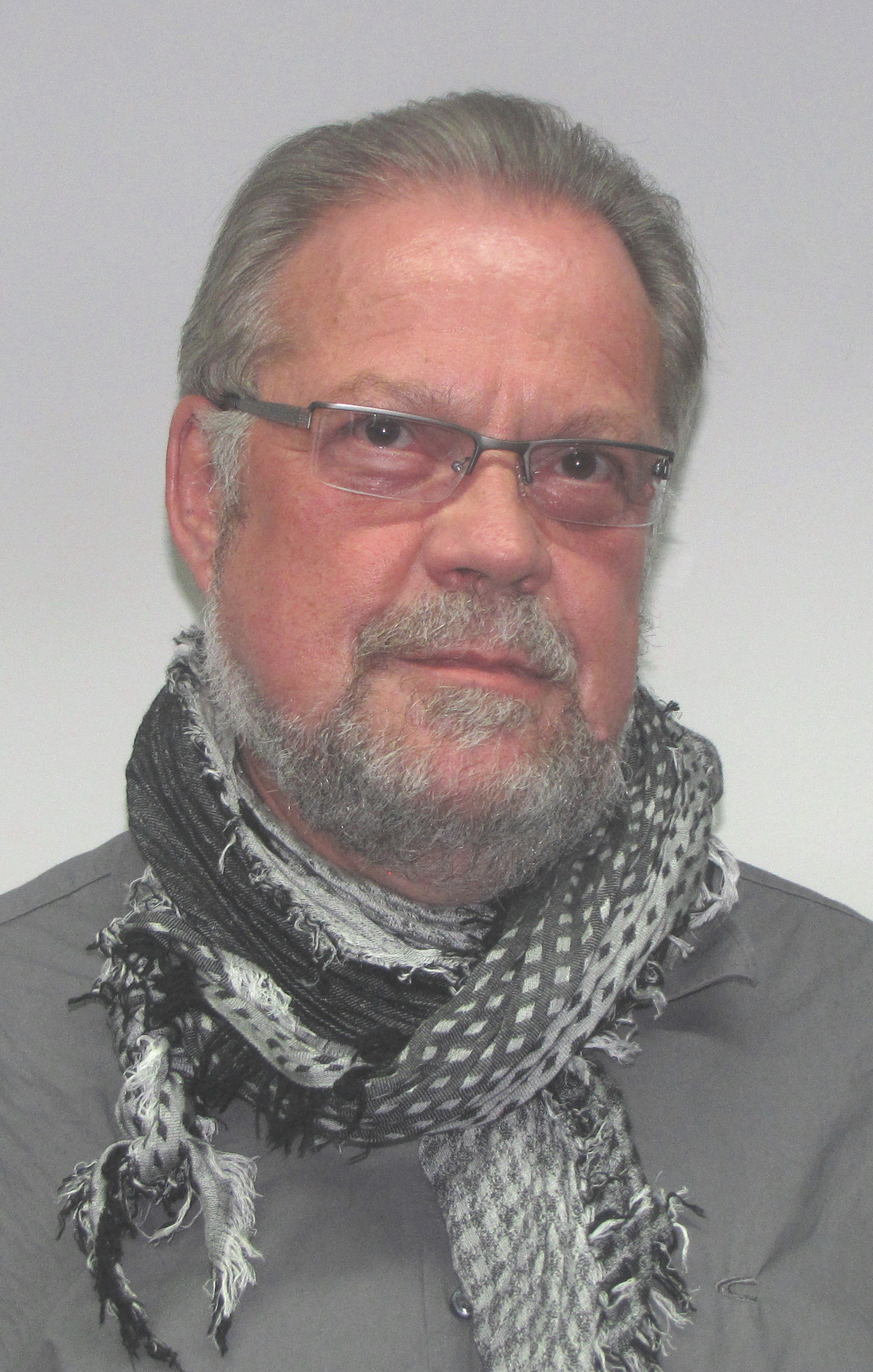
Michael Starcke (2012)

Michael Starcke (* 19. Dezember 1949 in Erfurt; † 19. Februar 2016 in Bochum) war ein deutscher Lyriker.

## Leben
Starcke wechselte im Jahr 1959 von der DDR in die Bundesrepublik Deutschland. Er lebte bis 1961 in Calw und seitdem in Bochum. Im Jahr 1973 bestand er die pharmazeutische Vorprüfung und arbeitete seitdem in Apotheken des Ruhrgebiets, unter anderem in Dortmund, Hagen, Bochum und Essen.
Er schrieb seit seiner Kindheit und beschäftigte sich zunächst hauptsächlich mit Lyrik, bevor er begann, selbst Gedichte zu schreiben. Kunstübergreifend arbeitete er häufig mit Musikern, Malern und bildenden Künstlern zusammen. Von 1986 bis 1996 war er Mitherausgeber der Bonner literarischen Zeitung.
Michael Starcke war ein Neffe des thüringischen Heimatdichters Hans Starcke, genannt Hans Huckebein.

## Werk
Der Grundton der meisten Werke Michael Starckes wird als melancholisch oder nachdenklich beschrieben. Kritiker heben die Erkundung des Alltags und eine daraus resultierende, über den Alltag hinausgehende eigene Gedankenwelt hervor.
Der überwiegende Teil der Gedichte Starckes ist durchgängig in Minuskeln geschrieben.

### Eigenständige Veröffentlichungen
- verspielt. A9143, St. Michael 1979, ISBN 3-7053-1012-7.
- frei sind wir nur auf dem papier. Verlag der Buchhandlung Wolf Siebert, Herne 1984.
- Weil mir die Hände gebunden sind. Gedichte. Verlag Klaus Gasseleder, Bremen 1985, ISBN 3-923611-05-6.
- Das nasse Laub der Erinnerung. Gedichte. Verlag Klaus Gasseleder, Bremen 1987, ISBN 3-923611-10-2.
- Apothekentage oder einmal Bochum und zurück. Gedichte. Verlag „Die Mücke“, Bonn 1988, ISBN 3-926829-01-X.
- Die unberührte Seite der Schatten. Gedichte. Verlag Klaus Gasseleder, Bremen 1989, ISBN 3-923611-14-5.
- unter sorgsam geflickten hemden. Verlag Klaus Gasseleder, Bremen 1991, ISBN 3-923611-20-X.
- Eine Stunde hinter D.. Calatra Press Willem Enzinck, Lahnstein 1991, ISBN 3-88138-105-8.
- Im Nachtlicht flüchtiger Bahnstationen. Gedichte. Verlag Bruno Runzheimer, Essen 1994, ISBN 3-928401-12-2.
- Apfelblüte vorbei. Gedichte. Verlag Bruno Runzheimer, Essen 1995, ISBN 3-928401-20-3.
- Der Preis der Poesie: Gedichte. Rudolph und Enke, Ebertshausen 1997, ISBN 3-931909-05-0.
- Zwischenbilanz. Gedichte. Verlag Bruno Runzheimer, Essen 1999, ISBN 3-928401-29-7.
- Wo die liebe wohnt: gedichte über das schreiben, die einsamkeit, über liebe und freundschaft. Verlag Ch. Möllmann, Hamborn 1999, ISBN 3-931156-51-6.
- Heute schon gelebt.. Horlemann Verlag, Bad Honnef 2000, ISBN 3-89502-117-2.
- Übers Jahr. uräus-Hanpresse, Halle 2001, ISBN 3-00-008731-1.
- Verdammtes Glück. Horlemann Verlag, Bad Honnef 2002, ISBN 3-89502-156-3.
- Es gibt keinen anderen Weg. Edition Wort und Bild, Bochum 2003, ISBN 3-927430-40-4.
- mit dem rücken zum meer: Gedichte. Verlag Ch. Möllmann, Hamborn 2004, ISBN 3-89979-030-8.
- Sanfte Stimmen. Horlemann Verlag, Bad Honnef 2004, ISBN 3-89502-190-3.
- dem himmel ins blaue herz. Verlag Früher Vogel, Bochum 2006, ISBN 3-937463-07-0.
- Schöne Erinnerung: Gedichte. Wolfgang Hager Verlag, Stolzalpe 2008, ISBN 978-3-900578-71-8.
- ich schreibe wörter mensch. Verlag Früher Vogel, Bochum 2009, ISBN 978-3-937463-12-4.
- tröstlich die grüne decke. Verlag Früher Vogel, Bochum 2012, ISBN 978-3-937463-13-1.
- von oben winzige punkte. Verlag Früher Vogel, Bochum 2014, ISBN 978-3-937463-15-5.
- STARCKE KUNST. Universitätsverlag Dr. N. Brockmeyer, Bochum 2014, ISBN 978-3-8196-0967-1.
- Das Meer ist ein alter Bekannter, der warten kann. Elif Verlag, Nettetal 2016, ISBN 978-3-9817509-2-8.

### Beiträge in Anthologien (Auszug)
- Sie schreiben in Bochum 2004. Klartext-Verlagsgesellschaft, Essen 2004, ISBN 3-89861-272-4.
- An Deutschland gedacht: Lyrik zur Lage des Landes. Landpresse, Weilerswist 2009, ISBN 978-3-941037-29-8.
- Versnetze_zwei: Deutschsprachige Lyrik der Gegenwart. Landpresse, Weilerswist 2009, ISBN 978-3-941037-37-3.
- Giftmischer, Exzentriker, Biedermänner. Govi-Verlag, Frankfurt 2008, ISBN 978-3-7741-1098-4.
- Sie schreiben in der Metropole Ruhr. Klartext-Verlagsgesellschaft, Essen 2009, ISBN 978-3-8375-0084-4.
- Stimmenwechsel: Poesie längs der Ruhr. Klartext-Verlagsgesellschaft, Essen 2009, ISBN 978-3-8375-0292-3.
- Über Tage in der Metropole Ruhr. Klartext-Verlagsgesellschaft, Essen 2010, ISBN 978-3-8375-0400-2.
- Versnetze_drei: Deutschsprachige Lyrik der Gegenwart. Landpresse, Weilerswist 2010, ISBN 978-3-941037-56-4.
- Der Jaguar im Spiegel. Ein KOGGE Lesebuch. POP, Ludwigsburg 2010, ISBN 978-3-937139-93-7.
- Versnetze_vier: Deutschsprachige Lyrik der Gegenwart. Landpresse, Weilerswist 2011, ISBN 978-3-941037-76-2.
- Druckstellen. Klartext-Verlagsgesellschaft, Essen 2012, ISBN 978-3-8375-0723-2.
- Best of Wort-Café 11, Bochum.Dortmund.Essen.. OCM-Gesellschaft, Dortmund 2012, ISBN 978-3-942672-10-8.
- Versnetze_fünf: Deutschsprachige Lyrik der Gegenwart, Landpresse, Weilerswist 2012, ISBN 978-3-941037-88-5.

### Über Michael Starcke
- Nebenbei. Geburtstagslesebuch für Michael Starcke. Verlag Bruno Runzheimer, Essen 1999, ISBN 3-928401-28-9.
- In Worten zuhause – der Lyriker Michael Starcke. Hrsg. Hugo Ernst Käufer und Rainer Küster, Universitätsverlag Dr. Brockmeyer, Bochum 2009, ISBN 978-3-8196-0748-6.
- Rainer Küster: Erinnerung an Wolfgang Welt und Michael Starcke. In: Literatur in Westfalen. Beiträge zur Forschung. Bd. 18, 2022, S. 283–295.

## Auszeichnungen
- 1986 und 1990 Literatur-Arbeitsstipendien des Landes Nordrhein-Westfalen
- 2008 Lyrikpreis des Kulturzentrums Fünte in Mülheim/Ruhr
- 2009 Lyrik-Award des Kulturzentrums Fünte in Mülheim/Ruhr
- 2013 Alfred-Müller-Felsenburg-Preis für aufrechte Literatur[7]
- 2013 1. Preis im Bereich Lyrik beim Literaturwettbewerb des Autorenkreis Ruhr-Mark[8]
- 2014 Lyrischer Lorbeer in Gold für schwierig[9]